# James Scott Bowerbank
Pour les articles homonymes, voir James Scott, Scott et Bowerbank.
James Scott Bowerbank est un naturaliste, géologue et paléontologue britannique connu pour ses études sur les éponges, né le 14 juillet 1797 et mort le 8 mars 1877.

## Biographie
Il est né à Bishopsgate à Londres. Il travaille, avec l'aide de son frère, dans la distillerie familiale jusqu'en 1847. Très tôt, il est cependant passionné d'astronomie et d'histoire naturelle, plus particulièrement de botanique (1822-1824) et à l'ostéologie humaine (1831). Avec un microscope, il étudie avec enthousiasme la structure des coquillages, les coraux, les pierres comme des silicates. Il constitue également une vaste collection de fossiles. Les restes fossiles des organismes contenus dans les argiles de Londres l'intéressent et avec six autres naturalistes, ils fondent le London Clay Club. Ses autres membres sont :
- Frederick E. Edwards (1799-1875), auteur de The Eocene Mollusca (publié par la Palaeontographical Society)
- Searles Valentine Wood (1798-1880)
- John Morris (1810-1886)
- Alfred White, zoologiste
- Nathaniel Thomas Wetherell (en), (1800-1875), chirurgien
- James De Carle Sowerby (1787-1871)

En 1840, Bowerbank publie A History of the Fossil Fruits and Seeds of the London Clay ; deux ans plus tard, il est admis à la Royal Society. En 1847, il suggère la création d'un institut pour la conservation des fossiles non encore décrits, ce qui sera fait sous le nom de Palaeontographical Society (en). Il étudie particulièrement les éponges et il publie une monographie en quatre volumes, la British Spongiadae.
De 1844 à 1864, il travaille beaucoup à la vulgarisation des sciences naturelles notamment en organisant des séances, d'abord chez lui sur Parc street à Islington tous les lundis, puis à Highbury Grove. Il met à disposition des étudiants sérieux ses quatre microscopes et son aide.
Il se retire en 1864 à St Leonards-on-Sea où il meurt.

### Sources
- (en) « James Scott Bowerbank », dans Encyclopædia Britannica [détail de l’édition], 1911 (lire sur Wikisource).